# Língua waraiku
O waraiku é uma língua da família linguística arawak falada no Brasil (rio Jutaí e rio Solimões).